# Azizulhasni Awang
Mohammed Azizul Hasni bin Awang (Dungun, 5 januari 1988) is een Maleisisch baanwielrenner. In 2016 behaalde hij een bronzen medaille in de keirin op de Olympische Spelen in Rio de Janeiro. Acht jaar eerder was Awang de Maleisische vlaggendrager tijdens de openingscermonie van de Spelen in 2008. Zijn hoogtepunt beleefde hij op de Spelen van Tokio in 2021 waar hij de zilveren medaille in de keirin won. In 2017 werd hij tevens wereldkampioen keirin.

## Palmares
| Jaar     | MK       | AK                                                                 | WK              | Overig                                                                                |
| Junioren | Junioren | Junioren                                                           | Junioren        | Junioren                                                                              |
| -------- | -------- | ------------------------------------------------------------------ | --------------- | ------------------------------------------------------------------------------------- |
| 2006     |          |                                                                    |                 | Aziatische Spelen: Sprint                                                             |
| Elite    |          |                                                                    |                 |                                                                                       |
| 2007     |          | Keirin                                                             |                 |                                                                                       |
| 2008     |          | Sprint, Keirin, Teamsprint                                         |                 | WB Melbourne: Keirin                                                                  |
| 2009     |          | Sprint, teamsprint                                                 | Sprint          | WB Peking: Keirin WB Eindklassement: Keirin                                           |
| 2010     |          |                                                                    | Keirin          | WB Peking: Keirin WB Eindklassement: Keirin Aziatische Spelen: Keirin WB Cali: Keirin |
| 2011     |          | Keirin, Sprint                                                     | Keirin          | WB Eindklassement: Keirin                                                             |
| 2012     |          | Keirin, Sprint                                                     |                 |                                                                                       |
| 2013     |          |                                                                    |                 |                                                                                       |
| 2014     |          | Sprint                                                             |                 |                                                                                       |
| 2015     |          | Keirin, Sprint                                                     | Keirin          |                                                                                       |
| 2016     |          | Keirin, Sprint                                                     | Keirin          | OS: Keirin                                                                            |
| 2017     |          | Sprint                                                             | Keirin          |                                                                                       |
| 2018     |          | Sprint, Keirin                                                     |                 | Aziatische Spelen: Sprint, Teamsprint, Keirin                                         |
| 2019     |          | Januari 2019 · Sprint, Teamsprint · Oktober 2019 · Sprint · Keirin |                 | WB Cambridge: Keirin                                                                  |
| 2020     |          |                                                                    | keirin · sprint |                                                                                       |
| 2021     |          |                                                                    |                 | OS: Keirin                                                                            |